# سكوتس فالي (كاليفورنيا)
سكوتس فالي (بالإنجليزية: Scotts Valley)‏ هي إحدى مدن مقاطعة سانتا كروز، كاليفورنيا. تم إعطاءها لقب مدينة في 2 أغسطس، 1966.

## المناخ
يظهر الجدول التالي التغييرات المناخية على مدار السنة لسكوتس فالي:
| البيانات المناخية لـسكوتس فالي      | البيانات المناخية لـسكوتس فالي | البيانات المناخية لـسكوتس فالي | البيانات المناخية لـسكوتس فالي | البيانات المناخية لـسكوتس فالي | البيانات المناخية لـسكوتس فالي | البيانات المناخية لـسكوتس فالي | البيانات المناخية لـسكوتس فالي | البيانات المناخية لـسكوتس فالي | البيانات المناخية لـسكوتس فالي | البيانات المناخية لـسكوتس فالي | البيانات المناخية لـسكوتس فالي | البيانات المناخية لـسكوتس فالي | البيانات المناخية لـسكوتس فالي |
| الشهر                               | يناير                          | فبراير                         | مارس                           | أبريل                          | مايو                           | يونيو                          | يوليو                          | أغسطس                          | سبتمبر                         | أكتوبر                         | نوفمبر                         | ديسمبر                         | المعدل السنوي                  |
| ----------------------------------- | ------------------------------ | ------------------------------ | ------------------------------ | ------------------------------ | ------------------------------ | ------------------------------ | ------------------------------ | ------------------------------ | ------------------------------ | ------------------------------ | ------------------------------ | ------------------------------ | ------------------------------ |
| متوسط درجة الحرارة الكبرى °ف (°م)   | 60.6 (15.9)                    | 62.3 (16.8)                    | 64.4 (18.0)                    | 67.5 (19.7)                    | 70.1 (21.2)                    | 72.9 (22.7)                    | 73.4 (23.0)                    | 74.3 (23.5)                    | 74.5 (23.6)                    | 71.5 (21.9)                    | 64.9 (18.3)                    | 60.0 (15.6)                    | 68.0 (20.0)                    |
| متوسط درجة الحرارة الصغرى °ف (°م)   | 40.8 (4.9)                     | 42.7 (5.9)                     | 44.0 (6.7)                     | 45.5 (7.5)                     | 48.6 (9.2)                     | 51.5 (10.8)                    | 53.7 (12.1)                    | 53.9 (12.2)                    | 52.6 (11.4)                    | 49.0 (9.4)                     | 44.3 (6.8)                     | 40.8 (4.9)                     | 47.3 (8.5)                     |
| الهطول إنش (مم)                     | 6.40 (163)                     | 6.24 (158)                     | 4.67 (119)                     | 1.99 (51)                      | 0.85 (22)                      | 0.19 (4.8)                     | 0.01 (0.25)                    | 0.04 (1.0)                     | 0.27 (6.9)                     | 1.44 (37)                      | 3.75 (95)                      | 5.68 (144)                     | 31.53 (801)                    |
| متوسط أيام هطول الأمطار (≥ 0.01 in) | 10.6                           | 10.9                           | 10.0                           | 5.9                            | 3.3                            | 1.3                            | 0.3                            | 0.7                            | 1.5                            | 3.5                            | 7.5                            | 10.7                           | 66.2                           |
| المصدر: NOAA                        |                                |                                |                                |                                |                                |                                |                                |                                |                                |                                |                                |                                |                                |

## أعلام
- ديفيد كامبل
- فلورنسا طومسون